# Lars Block
Lars Peter Block, född 19 april 1925 i Brännkyrka församling, Stockholm, död 25 juli 2002 i Vallentuna, var en svensk rymdfysiker.
Lars Block erhöll 1980 en forskartjänst vid Statens delegation för rymdverksamhet med titeln professor i jonosfär- och magnetosfärsplasmafysik. Han blev 1979 ledamot av Vetenskapsakademien. Block är begravd på Vallentuna kyrkogård.